# 福田英次
福田 英次（ふくだ えいじ、1967年11月9日 - ）は、日本のタレント、俳優、司会者。タイムリーオフィス所属。千葉県出身。

## 出演番組
- 「大竹まことのただいま!PCランド」（テレビ東京）
- 「JOHO横浜亭」司会（テレビ神奈川）
- 「たてながHAMA大国」リポーター（テレビ神奈川）
- 「高校野球モーニングダイジェスト」司会（千葉テレビ）
- 「高校サッカー県大会」実況（千葉テレビ）
- 「仮面ライダークウガ」記者役（テレビ朝日）
- 「J'S GOAL」ナビゲーター（Jリーグテレフォンサービス）
- 「ぶらり江東」リポーター（江東ケーブルテレビ）
- Jリーグ・FC町田ゼルビア戦 実況（J:COM関東）
- 少年サッカー大会　準決勝・決勝 実況（ジェイコムせたまち）

## CM
- 「ボンカレーGoo」（大塚食品）
- 「キリンラガー」（麒麟麦酒）
- 「足場リース」（リホーム21）